# Серах
Сераx дочка Ашера (інші варіанти Сірах, Сера бат Ашер, Сара, Сарах донька Асира)
Сара є донькою Ашера. Ашер — згідно з Книгою Буття, був восьмим сином патріарха Якова від Зілпи. Ашер мав 5 синів і одну доньку Сeрax.
Згідно з Танахом Сераx є однією із сімдесяти членів родини патріарха, які емігрували з Ханаану до Єгипту [1], і її ім'я зустрічається у зв'язку з переписом населення, проведеним Мойсеєм у пустелі [2]. 
У Біблії вона згадується серед нащадків Ашера тричі. Перший раз в книзі Буття, 46:17,  де вказуються імена ізраїльтян, Якова і його нащадків, які прийшли до Єгипту, з-поміж згаданих тут осіб, перечислюються сини Якова, його дочка Діна, його онуки  та одна онучка — Сераx.  Другий раз Серах згадується в Перших Хроніках 7:30 і третій раз в Книзі Чисел, 26:46.Факт того, що вона єдина своєї статі згадується в генеалогічних списках, свідчить про її надзвичайне довголіття, зокрема, від приходу в Єгипет до виходу з Єгипту. Це результат благословення на довголіття, яке вона отримала від Якова. Так, Яків благословив свою внучку жити вічно і вона живе вічно.  Вона є героїнею кількох оповідей і згадується у таких святих текстах.
У Торі є дві згадки про Серах. Справедливо, припустити, що, оскільки в Торі згадується 53 онуки і лише одна внучка, то вона була важливою особою.
Так відповідно до Мідрашу Серах, яка була благословенна жити вічно, ввійшла в небесах живою, як пророк Еліяху та Ісус Христос.
Зокрема про Серах оповідається, що коли об'явився Мойсей, то до неї як наймудрішої прийшли запитати, чи дійсно він є лідером який визволить Ізраїльтян.
Вона розпізнала Мойсея за біблейними словами, що Бог справді пам'ятає [свою обцінку]  (Вихід 3:16 і 4:31).
В іншій історії в Мідраші [3] йдеться про те, що рабин Йоханан обговорював питання про розділення Червоного моря і йому було цікаво як могли виглядати стіни з води. У Будинку навчання точилася дискусія, чи набуло море форму решітки чи цегляної кладки. У цей момент Серах бат Ашер зазирнула у вікно вченої зали і засвідчила: «Я була там. Вони були як вікна зі світла».